# Heteropterys capixaba
Heteropterys capixaba é uma espécie de planta do gênero Heteropterys e da família Malpighiaceae.

## Taxonomia
A espécie foi descrita em 2003 por André M. Amorim.

## Forma de vida
É uma espécie terrícola e trepadeira.

## Descrição
| Caule                                                                                    | Caule                                                   |
| ---------------------------------------------------------------------------------------- | ------------------------------------------------------- |
| ramo presença de folha e indumento                                                       | frondoso/tomentoso                                      |
| Folha                                                                                    |                                                         |
| filotaxia e postura da lâmina                                                            | oposta                                                  |
| pecíolo indumento e glândula                                                             | tomentoso/glanduloso no ápice                           |
| forma, consistência e cor da lâmina                                                      | fortemente discolor/coriácea/oval/lanceolada            |
| base da lâmina forma                                                                     | cordada                                                 |
| ápice da lâmina forma                                                                    | apiculado                                               |
| face, tipo e cor do indumento na lâmina                                                  | face abaxial/tomentoso/ferrugíneo                       |
| presença, forma e cor de glândulas na lâmina                                             | ausente                                                 |
| margem da lâmina                                                                         | fortemente revoluta                                     |
| arquitetura da lâmina                                                                    | bulada                                                  |
| Inflorescência                                                                           |                                                         |
| postura da inflorescência                                                                | pêndula                                                 |
| bráctea bractéola forma e e glândula                                                     | oval/eglandulosa                                        |
| desenvolvimento do pedicelo                                                              | séssil                                                  |
| Flor                                                                                     |                                                         |
| postura, glândula e indumento da sépala                                                  | com ápice plano/todo eglandulosa/glabra                 |
| tamanho, postura, carena, aromaticidade, unguículo, consistência, cor e margem da pétala | patente/carenada/unguiculada/amarela/com margem/inteira |
| postura e indumento da antera                                                            | glabra                                                  |
| tamanho, postura, indumento e ápice do estilete                                          | todo do mesmo tamanho/curvado/glabro/com ápice/truncado |
| Fruto                                                                                    |                                                         |
| tamanho, ornamentação e ala lateral do núcleo seminífero                                 | liso                                                    |

## Conservação
A espécie faz parte da Lista Vermelha das espécies ameaçadas do estado do Espírito Santo, no sudeste do Brasil. A lista foi publicada em 13 de junho de 2005 por intermédio do decreto estadual nº 1.499-R.

## Distribuição
A espécie é encontrada no estado brasileiro de Espírito Santo.
Em termos ecológicos, é encontrada no domínio fitogeográfico de Mata Atlântica, em regiões com vegetação de floresta ombrófila pluvial.